# Месеци
Месец је јединица за време која се користи за календаре, и која је повезана са природним периодом кретањем Месеца на небу. Традиционални концепт се појавио са циклусом месечевих мена; такви месеци су синодички и трају ~29,53 дана. Из ископаних штапова, истраживачи су закључили да су људи рачунали дане у вези са Месечевим менама још у палеолиту. Синодички месец је једна од основа за прве календаре, а претпоставља се да је та непрецизна временска мера од 29, или 30 дана једна од првих јединица за време коју је преисторијски човек створио.

## Астрономска позадина
Кретање Месеца на својој орбити је веома компликовано и његов период није константан. Штавише, многе културе (највише оне које користе стари Јеврејски календар и Исламски календар) почињу календарски месец са првим појављивањем танког полумесеца после заласка сунца над западним хоризонтом. Датум и време ове стварне опсервације зависе од тачне географске дужине, као и ширине, атмосферских услова, оштрине вида посматрача итд. Стога, почетак и дужине месеци у овим календарима не може тачно да се предскаже. Већина Јевреја тренутно прате предрачунати календар, али Караити се ослањају на стварне опсервације месеца.

### Сидерички (звездани) месец
Стварни период Месечеве орбите који се мери фиксираним склопом референце је познат као звездани месец, јер представља време за које се Месец врати на исти положај на небеској сфери међу фиксираним звездама: 27,321 661 дана (27d7h43m11,5s) или отприлике 27 1/3 дана. Овај тип „месеца“ се појавио код култура на Средњем истоку, у Индији и Кини на следећи начин: делили су небо на 27 или 28 лунарних кућа, одређених по астеризмима (привидним групама звезда), по једну на сваки дан када Месец прати свој пут међу звездама.

### Тропски месец
Уобичајено је да се одреди положај небеских тела у односу на пролећну тачку. Због померања, ова тачка се полако креће уназад по еклиптици. Стога је Месецу потребно мање времена да се врати у еклиптичку лонгитуду нула него у исту тачку међу фиксираним звездама, м стога је тропски месец краћи од сидеричког: 27,321 582 дана (27d7h43m4,7s). Овај период је познат као тропски месец. И аналоган је тропској години.

### Аномалистички месец
Као све орбите, Месечева орбита је елипса, а не круг. Међутим, оријентација (као и облик) ове орбите нису фиксирани. Конкретно, положај екстремних тачака (апогеј и перигеј за Месец) начини пун круг по орбити за око 9 година. Месецу је потребно више времена да од перигеја до перигеја (или од апогеја до апогеја), него да начини пун круг по орбити (сидерички месец) јер се перигеј/апогеј мало померио и продужио Месецу пут до новог пергеја/апогеја. Овај дужи период се зове аномалистички месец и има просечну дужину од 27,554 551 дана (27d13h18m33,2s), или отприлике 27 1/2 дана. Привидни пречник Месеца варира са овим периодом (највећи пречник на небу Месец има када је у перигеју (када је најближи Земљи), а најмањи пречник у апогеју), па стога аномалистички месец има одређену релевантност код одређивања помрачења (види сарос), чији опсег, трајање и појављивање (било да је тотално или прстенасто) зависе од тачног привидног пречника Месеца.

### Драконистички (нодички) месец
Орбита Месеца лежи у равни која је нагнута у односу на раван еклиптике: има нагиб од отприлике 5 степени. Линија која пресеца ове равни дефинише две тачке на небеској сфери: узлазни и силазни чвор (види Месечеви чворови). Раван Месечеве орбите се помери за пун круг за око 18,6 година (тј. толико је чвору потребно да опише пун круг, види сарос), тако да се чворови стално померају уназад на еклиптици. Стога је време које је потребно Месецу да се врати у исти чвор краће од сидеричког месеца: тај период се назива драконистички месец. Он траје 27,212 220 дана (27d5h5m35,8s), или отприлике 27 1/5 дана. Важан је за предсказивање помрачења: она се одвијају када су Сунце, Земља и Месец у линији. Сада (како се види са Земље) се Сунце креће по еклиптици, док се Месец креће по својој орбити која је нагнута на еклиптику. Та три тела су у линији само када је Месец на еклиптици, тј. када је у једном од чворова или његовој непосредној близини. „Драконистички“ месец се односи на митолошког змаја који живи у чворовима и стално једе Сунце или Месец током помрачења.

### Синодички месец
Разлог за месечеве мене је тај да са Земље ми видимо део Месеца кога Сунце осветљава из различитих углова док Месец прелази своју орбиту. Тако да изглед зависи од положаја Месеца у односу на Сунце (како се види са Земље). Због тога што се Земља окреће око Сунца, Месецу је потребно додатно време (пошто наврши сидерички месец, тј. пун круг) да сустигне и врати се у исти положај у односу на Сунце, тј. време од једног пуног месеца до следећег пуног месеца. Овај дужи период се зове синодички месец (од грчког syn hodô или σὺν ὁδῴ). Због пертурбације Земљине и Месечеве орбите, стварно време између лунација може да износи од 29,27 до око 29,83 дана. Дугорочно просечно трајање износи 29,530 588 дана (29d12h44m2,8s), или отприлике 29 1/2 дана.

### Дужине месеца
Овде је списак просечних дужина различитих астрономских лунарних месеци. Ово нису константе, тако да је пружена линеарна апроксимација секуларне промене:
Важи за епоху Ј2000.0 (1 јан 2000 12:00 TT):
| звездани месец      | 27.321661547 + 0.000000001857×г дана |
| тропски месец       | 27.321582241 + 0.000000001506×г дана |
| аномалистички месец | 27.554549878 − 0.000000010390×г дана |
| драконистички месец | 27.212220817 + 0.000000003833×г дана |
| синодички месец     | 29.530588853 + 0.000000002162×г дана |

Напомена: време изражено у ефемеридном времену (или прецизније Земљаном времену) са данима од 86400 СИ секунди. г означава године од епохе (2000), изражене у јулијанским годинама од 365.25 дана. За календарске калкулације

## Календарске импликације
Бесконачни разломци децималне вредности за синодички месец дају узастопне апроксимације за средњу дужину овог месеца у вези са деловима дана. Тако, на следећем списку, после броја дана у бројиоцима, налази се цео број месеци у имениоцима:
29 дана
30
59/2
443/15
502/17
1447/49
25101/850
Ово је корисно за дизајнирање чистих лунарних календара, где се месеци од 29 и 30 дана (са називима празни и пуни месеци) дешавају у одређеној шеми која се понавља после одређеног броја месеци. Скоро измишљени чисти лунарни календар назван Yerm Calendar  користи све горенаведене апроксимације.
Још важније, код лунисоларних календара, цео број синодичких месеци се уклапа у неки цео број година. Просечна дужина тропске године се дели просечном дужином синодичког месеца, тј. број синодичких месеци у години је (за епоху Ј2000):
12.368266392
Бесконачни разломци ове децималне вредности дају оптималне апроксимације за ове вредности, Тако, на следећем списку, после броја синодичких месеци у бројиоцима, налази се цео број тропских година у имениоцу:
12
25/2
37/3
99/8
235/19
4131/334
Последња три су се у ствари користили у календарима.

## Месеци у разним календарима

### Почетак лунарног месеца
Хеленски календари, хебрејски лунизоларни календар и исламски лунарни календар започели су месец првом појавом танког полумесеца младог месеца.
Међутим, кретање Месеца у његовој орбити је веома компликовано и његов период није сталан. Датум и време овог стварног посматрања зависе од тачне географске дужине, као и географске ширине, атмосферских услова, оштрине вида посматрача итд. Стога се почетак и дужина месеци дефинисаних посматрањем не могу тачно предвидети.
Иако се неки попут ортодоксног ислама и јеврејских Караита и даље ослањају на непосредна посматрања месеца, ослањање на астрономске прорачуне и табеларне методе све је чешће у пракси.
Пингелапски језик из Микронезије, такође користи лунарни календар. Њихов календар је повезан са 12 месеци. Месец који се први пут појављује у марту, они називају Кахлек. Овај систем је у употреби стотинама година и током многих генерација. Овај календар је цикличан и ослања се на положај и облик месеца.

### Јулијански и Грегоријански календар
Грегоријански календар, као и Јулијански календар пре њега, има дванаест месеци:
1. јануар, са 31 даном;
2. фебруар, са 28 дана, 29 у преступним годинама, или 30 само једном приликом;
3. март, са 31 даном;
4. април, са 30 дана;
5. мај, са 31 даном;
6. јун, са 30 дана;
7. јул, са 31 даном;
8. август, са 31 даном;
9. септембар, са 30 дана;
10. октобар, са 31 даном;
11. новембар, са 30 дана;
12. децембар, са 31 даном;

За резоновање због необичних дужина дана, погледајте фебруар и август. 
Преко цркве су у српски народ ушли латински називи за месеце, а њихови гласовни ликови показују да су прошли кроз грчко посредство.
Месеци који су постојали у Римском календару су:
- Мерцедониус, повремени месец после фебруара који би вратио календар у почетно стање.
- Квинтилис, преименован у јул у част Јулија Цезара.
- Секстилис, преименован у август у част Цезара Августа.

Један мнемоник за памћење дужина месеца је да се држе две песнице једна поред друге тако да глежањ кажипрста леве руке буде уз глежањ кажипрста десне руке. Тада, почевши са јануаром од малог глежња на левој руци, броји се глежањ, простор, глежањ, простор по месецима. Глежањ представља месец са 31 даном, а простор између представља кратак месец.

### Хинду календар
Хинду календар има различите системе именовања месеца. Месеци у лунарном календару су:
1. Chaitra
2. Vaishaakha
3. Jyaishtha
4. Aashaadha
5. Shraavana
6. Bhaadrapada
7. Aashvayuja
8. Kaartika
9. Maargashiirsha
10. Pausha
11. Maagha
12. Phaalguna

Такође постоје имена која се користе у Индијском националном календару за нове редефинисане месеце.
Имена у соларном календару су само имена зодијачких знакова кроз које сунце пролази. Они су
1. Mesha
2. Vrishabha
3. Mithuna
4. Kataka
5. Simha
6. Kanyaa
7. Tulaa
8. Vrishcika
9. Dhanus
10. Makara
11. Kumbha
12. Miina

### Исламски календар
Постоје такође дванаест месеци у Исламском календару:
1. Muharram ul Haram (или скраћено Muharram) - محرّم
2. Safar - صفر
3. Rabi`-ul-Awwal (Rabi' I) - ربيع الأول
4. Rabi`-ul-Akhir (или Rabi` al-THaany) (Rabi' II) - ربيع الآخر أو ربيع الثاني
5. Jumaada-ul-Awwal (Jumaada I) - جمادى الأول
6. Jumaada-ul-Akhir (или Jumaada al-THaany) (Jumaada II) - جمادى الآخر أو جمادى الثاني
7. Rajab - رجب
8. Sha'aban - شعبان
9. Ramadhan - رمضان
10. Shawwal - شوّال
11. Dhul Qadah - ذو القعدة (or Thw al-Qi`dah)
12. Dhul Hijja - ذو الحجة (or Thw al-Hijjah)

### Ирански/Персијски календар
Ирански / Персијски календар, које се тренутно употребљава у Ирану и Авганистану, такође има 12 месеци. Персијска имена су у заградама.
1. Farvardin (فروردین)‎, 31 дан
2. Ordibehesht (اردیبهشت)‎, 31 дан
3. Khordad (خرداد)‎, 31 дан
4. Tir (تیر)‎, 31 дан
5. Mordad (مرداد)‎, 31 дан
6. Shahrivar (شهریور)‎, 31 дан
7. Mehr (مهر)‎, 30 дана
8. Aban (آبان)‎, 30 дана
9. Azar (آذر)‎, 30 дана
10. Dey (دی)‎, 30 дана
11. Bahman (بهمن)‎, 30 дана
12. Esfand (اسفند)‎, 29 дана (30 дана у преступним годинама)

### Исландски/Стари нордијски календар
Стари исландски календар није више у званичној употреби, али неки празници се и даље рачунају према њему у Исланду. Има 12 месеци, подељених на две групе од по шест.
- Skammdegi (кратки дани)

1. Gormánuður (14. октобар - 13. новембар, месец клања)
2. Ýlir (14. новембар - 13. децембар, Yule месец)
3. Mörsugur (14. децембар - 12. јануар, месец сисања масти)
4. Þorri (13. јануар - 11. фебруар, месец замрзнутог снега)
5. Góa (12. фебруар - 13. март, месец Góa)
6. Einmánuður (14. март - 13. април, усамљени месец)

- Náttleysi (дани без ноћи)

1. Harpa (14. април - 13. мај, Harpa је женско име, вероватно заборављена богиња)
2. Skerpla (14. мај - 12. јун, још једна заборављена богиња)
3. Sólmánuður (13. јун - 12. јул, сунчев месец)
4. Heyannir (13. јул - 14. август, месец сламе)
5. Tvímánuður (15. август - 14. септембар, други месец)
6. Haustmánuður (15. септембар - 13. октобар, јесењи месец)